# Csézy
Csézy, de son vrai nom Erzsébet Csézi est une chanteuse hongroise née le 9 octobre 1979 à Mezőkövesd en Hongrie. Le 8 février 2008, elle est choisie pour représenter son pays au Concours Eurovision de la chanson 2008 à Belgrade avec sa chanson Szívverés, renommée Candlelight (La lueur de la bougie) pour l'occasion. Elle finira finalement dernière de la deuxième demi-finale du 22 mai 2008, ne totalisant que six points.

## Discographie

### Albums
| Album information |
| --- |
| Szívverés - Sortie: 9 novembre 2007 - Position dans les charts: #9 HUN - Singles officiels: - Általad vagyok (#24 HUN) - Szívverés / Candlelight |